# Xã Jefferson, Quận Cass, Indiana
Xã Jefferson (tiếng Anh: Jefferson Township) là một xã thuộc quận Cass, tiểu bang Indiana, Hoa Kỳ. Năm 2010, dân số của xã này là 1.452 người.